# Haptolana somala
Haptolana somala is een pissebed uit de familie Cirolanidae. De wetenschappelijke naam van de soort is voor het eerst geldig gepubliceerd in 1984 door Messana & Chelazzi.